# André Sanac
André Sanac (ur. 4 sierpnia 1929 w Trouillas, zm. 5 lutego 2015 tamże) – francuski rugbysta grający w klubie Perpignan, reprezentant kraju, kapitan mistrzów Francji z roku 1955.
Związany był z klubem Perpignan. W 1952 roku dotarł do finału mistrzostw kraju, zaś w roku 1955 poprowadził drużynę do ostatniego na ponad pół wieku tytułu mistrzów Francji (klub zdobył kolejny w roku 2009, gdy kapitanem był Nicolas Mas). W tym samym sezonie zespół triumfował w Challenge Yves du Manoir, a rok później dotarł do finału tych rozgrywek.
W latach 1952–1957 rozegrał dziesięć spotkań dla francuskiej reprezentacji zdobywając trzy punkty.